# Барбарис падуболистный
Барбарис падуболистный (лат. Berberis ilicifolia) — вид растений рода Барбарис (Berberis) семейства Барбарисовые (Berberidaceae).

## Описание
Вечнозелёный кустарник, высотой 1—1,5(2,5) м. Побеги угловатые, мелко-опушённые (особенно в начале) или голые, годичные красно-коричневые, позже серые. Колючки 5—раздельные.
Листья от эллиптических до обратнояйцевидных с грубыми колючими зубцами по краям, в основном в верхней части пластинки, плотно-кожистые, сверху тёмно-зелёные, блестящие, снизу светло-зелёные, длиной 2—7,5 см и 1,2—2,5 см шириной, черешок 2—6 мм длиной.
Соцветие — зонтиковидная кисть 2—7 см длиной с 4-10 цветками. Цветки 12—20 мм в диаметре. Лепестки оранжево-жёлтые, на верхушке закруглённые, тычиночная нить втрое длиннее пыльника. Семяпочек 5—6 на коротких ножках.
Плод — ягода, синяя, с налётом, обратнояйцевидная, с коротким столбиком.

## Распространение и экология
Ареал вида находится в Южной Америке в Патагонии (Аргентина и Чили).
На родине цветёт в ноябре. На Черноморском побережье цветёт в мае; плодоносит.